# Instituto Federal Electoral
El Instituto Federal Electoral (IFE) fue un órgano constitucional autónomo encargado de organizar las elecciones federales, es decir, el responsable de la elección del presidente de la República, senadores y diputados federales. Fue la máxima autoridad en materia electoral en México durante el periodo del 11 de octubre de 1990 al 3 de abril de 2014.
Era un órgano constitucional, pues al igual que los Poderes de la Unión, su existencia estaba contemplada directamente en la Constitución Política de los Estados Unidos Mexicanos. Mas no sería hasta seis años después de su fundación, el 22 de agosto de 1996, en que se volvió autónomo.
En agosto del 2007 los diputados acordaron remover a los consejeros del IFE (consejeros electorales) y ampliar las facultades de fiscalización, así como nuevas atribuciones en materia de radio y televisión, respecto a la propaganda electoral.
Con la reforma política-electoral de 2014, impulsada por el presidente Enrique Peña Nieto, se acordó la disolución del IFE para dar paso a la nueva institución llamada como el Instituto Nacional Electoral (INE).

## Historia

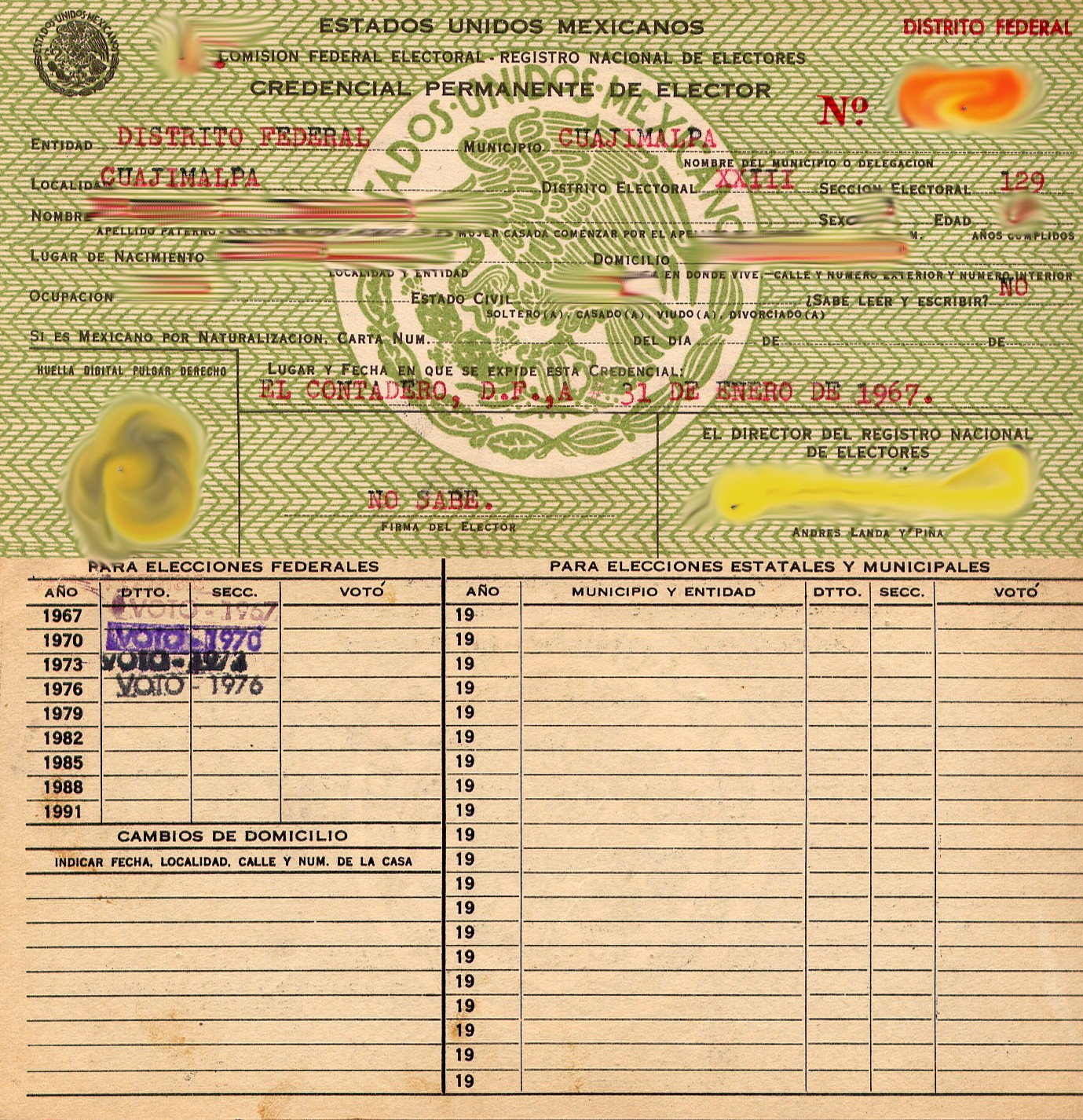
Escaneo del anverso y reverso de una credencial para votar, emitida en 1967 y que lleva en el reverso los sellos de los votos emitidos en 1967, 1970, 1973 y 1976.

El Instituto Federal Electoral sustituyó a la Comisión Federal Electoral. Nació como resultado de los conflictos postelectorales del año 1988, que provocaron una serie de reformas a la Constitución Política aprobadas el 4 de abril de 1990, publicadas el 6 de abril de 1990, y de la expedición de una nueva legislación reglamentaria en materia electoral federal: el Código Federal de Instituciones y Procedimientos Electorales (COFIPE), el 15 de agosto de 1990. Este instituto inició sus actividades el 11 de octubre de 1990, con la primera sesión de su máximo órgano de dirección: El Consejo General, y su primer presidente fue Fernando Gutiérrez Barrios, quien fungía como titular de la Secretaría de Gobernación.
Desde la fecha de creación del Instituto Federal Electoral la normatividad constitucional y legal en la materia ha experimentado cuatro importantes procesos de reforma en 1993, 1994, 1996 y 2007, que han impactado de manera significativa la integración y atributos del organismo depositario de la autoridad electoral. 
En su primera integración en 1990 se constituyó como un órgano de Estado con una concurrencia de los poderes: Ejecutivo, en la figura del Secretario de Gobernación, y Legislativo, en la de los Consejeros del Poder Legislativo, en tanto que, al buscar una representación del Poder Judicial, se creó la figura del consejero magistrado, en número de seis, cuyos requisitos resultaron ser los mismos que los que permiten elegir al ministro de la Suprema Corte de Justicia de la Nación, razón por la cual se les asignó por disposición constitucional una remuneración equivalente al de dichos Ministros.
Los Magistrados fundadores fueron los juristas siguientes: el licenciado Luis Tirado Ledesma, el licenciado Manuel Barquín Álvarez, el licenciado Luis Espinosa Gorozpe, el licenciado Germán Pérez Fernández del Castillo, la doctora Olga Hernández Espíndola y la licenciada Sonia Alcántara Magos, quienes fungieron como tales desde el 11 de octubre de 1990 hasta el 18 de mayo de 1994 y colaboraron ampliamente en el proceso de democratización de México.

### El Registro Federal de Electores y el Registro Nacional de Ciudadanos
En el decreto de creación del Cofipe, publicado el 15 de agosto de 1990, en su artículo tercero transitorio se estableció: "Los archivos, bienes y recursos de la Comisión Federal Electoral y de sus órganos técnicos, el Registro Nacional de Electores y la Comisión de Radiodifusión, pasarán al Instituto Federal Electoral. El Registro Nacional de Electores se integrará a la Dirección Ejecutiva del Registro Federal de Electores prevista en los artículos 85 y 92 de este Código. En tanto se instala el Instituto Federal Electoral, el Registro Nacional de Electores seguirá realizando las funciones que le atribuye el Código Federal Electoral y cumplirá los acuerdos tomados por la Comisión Federal Electoral". Cabe destacar que en la reforma constitucional del artículo 36 publicado el 6 de abril de 1990 se establece entre las obligaciones de los ciudadanos de la República la de inscribirse en el Registro Nacional de Ciudadanos. Sin embargo en el mismo Decreto se establece en el segundo de sus Tránsitorios, que en tanto no se establezca el Servicio del Registro Nacional Ciudadano, los ciudadanos deberán inscribirse en los Padrones Electorales. De hecho en las iniciativas de diferentes partidos políticos de Código Federal de Instituciones y Procedimientos Electorales se denomina a una de las Direcciones Ejecutivas del IFE como la Dirección Ejecutiva del Registro Nacional Ciudadano, sin embargo, el consenso final en el Poder Legislativo fue denominarla como Dirección Ejecutiva del Registro Federal de Electores; ello fue debido a que líderes de la oposición exigían un padrón electoral nuevo para elecciones de 1991 y ello no era posible con la Cédula de Identidad Ciudadana que requería un tiempo importante de transición para que los registros civiles del país se homogeneizaran. Esta situación ha quedado en el mismo estado de cosas desde aquella época, con algunos intentos del Poder Ejecutivo de ejercer esa función y hacer convivir dos documentos de identificación, lo cual ha sido fuente de polémicas.

### Ciudadanización y profesionalización
Desde su creación, una de sus características fundamentales fue la profesionalización de la función ejecutiva y técnica electoral, de manera que desde el artículo 41 de la Constitución del 6 de abril de 1990 se estableció que los órganos ejecutivos y técnicos dispondrán del personal calificado necesario para prestar el servicio profesional electoral, que se trata del único servicio civil de carrera reconocido constitucionalmente en México. Este elemento fundamental de la composición del Instituto Federal Electoral le dio un sentido de permanencia y especialización a la función electoral, de manera que a diferencia de los modelos de organización electoral previas al Instituto Federal Electoral, en donde los órganos electorales se integraban cada que había elecciones con personal improvisado y sin la adecuada experiencia, lo que podía implicar parcialidad en la función electoral, fue transformado en un servicio profesional electoral que fortalece la actuación imparcial, más allá inclusive de los cambios que se puedan dar en el máximo órgano de dirección.
En 1994 se llevó a cabo un proceso de ciudadanización de los consejeros, que forman parte del máximo órgano de dirección, de manera que ya no fuera requisito ser abogado para ser consejero, lo que tuvo como consecuencia el cambio de nombre del cargo de consejero magistrado por el de consejero ciudadano.
En 1996 se discutió si los consejeros representaban a la ciudadanía y a cuál ciudadanía, puesto que los partidos políticos son representantes de diversos sectores de la ciudadanía, por lo que se llegó a la conclusión de que se buscaba la profesionalización de la función directiva electoral, de manera que se reemplazó la denominación de

### Independencia del Poder Ejecutivo
El Instituto Federal Electoral tuvo la función constitucional de organizar las elecciones; sin embargo, la opinión pública mexicana lo consideró un árbitro de las elecciones, función que pudo desempeñar, de manera tácita, mientras el secretario de Gobernación fue su presidente, es decir, de 1990 a 1996. Al alcanzar su independencia plena respecto al Poder Ejecutivo y ser el consejero presidente un ciudadano elegido por las dos terceras partes de la Cámara de Diputados, no contaba con los instrumentos para el arbitraje electoral, y se limitaba a procedimientos administrativos sancionadores dirigidos a los partidos políticos pero que resultaron ineficaces ante los múltiples actores del proceso electoral. Por ello, en el 2007 se le otorgaron instrumentos para sancionar no solo a los partidos políticos sino también a los ciudadanos, militantes y candidatos de los partidos políticos, así como a concesionarios y permisionarios de los medios electrónicos de comunicación (radio y televisión).

### Fiscalización de los recursos de los partidos políticos
El Instituto Federal Electoral tuvo la facultad de atender lo relativo a los derechos y prerrogativas de los partidos políticos.
En 1993, la recaudación de fondos ("pase de charola") del Partido Revolucionario Institucional generó discusión en el seno del Consejo General, en las sesiones del 12 de marzo y 8 de junio, determinándose de que no había facultades para revisar el asunto y reconociendo las diferentes fuerzas políticas que no había disposiciones legales en la materia.
El 27 de enero de 1994, el presidente del Consejo General, Jorge Carpizo dio lectura a un acuerdo suscrito por 8 partidos políticos para contribuir al proceso de paz, luego del alzamiento armado del Ejército Zapatista de Liberación Nacional, el 1 de enero de 1994. En dicho Acuerdo se establecen entre otros, el siguiente punto: "5. Realizar, una vez concluido el proceso electoral en curso, una revisión del sistema de financiamiento para los partidos políticos a fin de incorporar, en su caso, las precisiones que se estimen conducentes".
El 22 de noviembre de 1996 se publican en el Diario Oficial de la Federación reformas al Código Federal de Instituciones y Procedimientos Electorales, en las cuales se establece en el artículo 80 de ese entonces, entre otras, la Comisión de Fiscalización de los Recursos de los Partidos y Agrupaciones Políticas, a la cual se le establecen atribuciones en el artículo 49 del mismo ordenamiento vigente en ese entonces para la revisión de los informes de los partidos políticos y agrupaciones políticas sobre el origen y destino de sus recursos anuales y de campaña. 
Inmediatamente el 29 de noviembre de 1996 se integró la comisión con la Presidencia del Mtro Alonso Lujambio y la integración de los Consejeros Electorales José Barragan Barragan, Jaime Cárdenas Gracia, Mauiricio Merino y Jacqueline Peschard. En todo que el secretario Técnico de la comisión sería el director Ejecutivo de Prerrogativas y Partidos Políticos.
El 13 de noviembre de 2007 se publica en el Diario Oficial de la Federación reformas al 41 Constitucional en donde se estableció que "la fiscalización de las finanzas de los partidos políticos estará a cargo de un órgano técnico del Consejo general del Instituto Federal Electoral, dotado de autonomía de gestión, cuyo titular será designado por el voto de las dos terceras partes del propio Consejo a propuesta del Consejero Presidente".
El 14 de enero de 2008 fue publicado un nuevo Código Federal de Instituciones y Procedimientos Electorales en donde se define en el artículo 79 la Unidad de Fiscalización de los Recursos de los Partidos Políticos, y se le definen sus atribuciones en el artículo 81.
Tanto en 2006 como en 2012, acentuada en esta última elección, el rebase de topes de gastos de campaña han sido motivo de atención del Tribunal Electoral del Poder Judicial de la Federación en la calificación de la elección de Presidente Electo, pero en ambos casos la máxima autoridad judicial electoral ha determinado que de conformidad con la legislación, la revisión de los informes de gastos de campaña es un paso posterior a la calificación de la elección.

### El TEPJF y FEPADE
Aunque el IFE era la máxima autoridad administrativa electoral, sus actos y resoluciones podían ser impugnadas ante el Tribunal Electoral del Poder Judicial de la Federación (TEPJF), que es el encargado de resolver diferencias en los asuntos electorales del país tanto en elecciones locales como en federales. De igual forma, los delitos penales en materia electoral son procesados por la Fiscalía Especializada para la Atención de los Delitos Electorales. Ambas instancias son entidades que no formaban parte del Instituto Federal Electoral.

## Conformación y organización
El Instituto Federal Electoral tenía competencia en toda la federación, por lo que cuenta con órganos centrales ubicados en la capital federal; órganos locales, uno en cada entidad federativa y órganos distritales, uno en cada distrito electoral federal uninominal. 
En cada nivel cuenta con órganos de dirección (Consejos), órganos ejecutivos (Juntas) y los órganos de vigilancia (Comisiones), además en el nivel central cuenta con órganos técnicos.
Adicionalmente, formaba parte del Instituto la Contraloría General.

### Órganos centrales
Su máximo órgano de dirección fue un Consejo General, constituido por nueve consejeros electorales con voz y voto, designados en mayoría calificada por la Cámara de Diputados, de los cuales uno es nombrado consejero presidente. Su renovación era escalonada cada 3 años y duran en su ejercicio 9 años, salvo el consejero presidente que es nombrado por 6 años pudiendo ser reelegido. También lo integraban solo con voz pero sin voto, un representante por cada fracción parlamentaria y uno por cada partido político nacional con registro. Por último, el Secretario Ejecutivo era parte integrante del Consejo General, como su secretario general. 
La Junta General Ejecutiva del Instituto de conformidad con el artículo 121 del Código Federal de Instituciones y Procedimientos Electorales era presidida por el presidente del Consejo y se integraba por un secretario ejecutivo y con los directores ejecutivos del Registro Federal de Electores, de Prerrogativas y Partidos Políticos, de Organización Electoral, del Servicio Profesional Electoral, de Capacitación Electoral y Educación Cívica, y de Administración.
La Comisión Nacional de Vigilancia era el órgano de vigilancia conformado por el director Ejecutivo del registro Federal de Electores que la preside, los representantes de los partidos políticos nacionales, un Secretario designado por el presidente de la Comisión de entre los miembros del servicio profesional electoral con funciones en el área registral y un representante del Instituto Nacional de Estadística, Geografía e Informática.
Los órganos técnicos fueron los siguientes:
1. Coordinación Nacional de Comunicación Social
2. Coordinación de Asuntos Internacionales
3. Unidad de Servicios de Informática (Unicom)
4. Dirección Jurídica
5. Dirección del Secretariado
6. Centro para el Desarrollo Democrático
7. Unidad Técnica de Planeación
8. Unidad de Fiscalización de los Recursos de los Partidos Políticos
9. Comité de Radio y Televisión
10. Órgano Garante de la Transparencia y el Acceso a la Información
11. Comité de Gestión y Publicación Electrónica
12. Unidad Técnica de Servicios de información y Documentación
13. Unidad de Enlace (en materia de transparencia)
14. Unidad Editorial

### Órganos locales
En cada entidad federativa el Instituto contaba con un consejo local y una junta local ejecutiva. Existían en el país 32 Consejos Distritales y 32 Juntas Distritales Ejecutivas, es decir, una Junta y Consejo por cada entidad federativa, incluida la Ciudad de México.
Los Consejos Locales son órganos temporales que solo funcionaban durante el Proceso Electoral Federal y eran presididos por el consejero presidente, que era a la vez, el Vocal Ejecutivo de la Junta Local, el secretario es el vocal secretario, 6 consejeros electorales y un representante de los partidos políticos. Solamente el consejero presidente y los consejeros electorales participaban con voz y con voto; concurren con voz pero sin voto el resto de los vocales de la Junta Local correspondiente.
De conformidad con lo preceptuado por el artículo 135 del Código Federal de Instituciones y Procedimientos Electorales (Cofipe), las Juntas Locales Ejecutivas, se encontraban integradas de la siguiente manera:
1. Las juntas locales ejecutivas son órganos permanentes que se integran por: el vocal ejecutivo y los vocales de Organización Electoral, del Registro Federal de Electores, de Capacitación Electoral y Educación Cívica y el vocal secretario.
2. el vocal ejecutivo presidirá la Junta y será el responsable de la coordinación con las autoridades electorales de la entidad federativa que corresponda para el acceso a radio y televisión de los partidos políticos en las campañas locales, así como de los institutos electorales, o equivalentes, en los términos establecidos en este Código.
3. El vocal secretario auxiliará al vocal ejecutivo en las tareas administrativas y sustanciará los recursos de revisión que deban ser resueltos por la Junta.
4. Las juntas locales ejecutivas estarán integradas invariablemente por funcionarios del Servicio Profesional Electoral.

Las Comisiones Locales de Vigilancia se integran por un Presidente, que es el Vocal del registro Federal de Electores correspondiente, un representante de cada partido político nacional y un Secretario designado por su Presidente, de entre los miembros del Servicio Profesional Electoral.

### Órganos distritales
En cada distrito electoral uninominal tiene un Consejo Distrital y una Junta Distrital Ejecutiva. Hay 300 distritos electorales Federales.
Los Consejos Distritales son órganos temporales que solo funcionan durante el Proceso Electoral Federal y son presididos por el consejero presidente, que es a la vez, el vocal ejecutivo de la Junta Distrital, el secretario es el vocal secretario, 6 consejeros electorales y un representante de los partidos políticos. Solamente el consejero presidente y los consejeros electorales participan con voz y con voto; concurren con voz pero sin voto el resto de los vocales de la Junta Distrital correspondiente.
De conformidad con lo preceptuado por el artículo 145 del Código Federal de Instituciones y Procedimientos Electorales (Cofipe), las Juntas Distritales Ejecutivas se encuentran integradas de la siguiente manera:
1. Las Juntas Distritales ejecutivas son los órganos permanentes que se integran por: el vocal ejecutivo, los vocales de Organización Electoral, del Registro Federal de Electores, de Capacitación Electoral y Educación Cívica y un vocal secretario.
2. El vocal ejecutivo presidirá la Junta.
3. El vocal secretario auxiliará al vocal ejecutivo en las tareas administrativas de la Junta.
4. Las Juntas Distritales ejecutivas estarán integradas invariablemente por funcionarios del Servicio Profesional Electoral.

Las Comisiones Distritales de Vigilancia se integran por un Presidente, que es el Vocal del Registro Federal de Electores correspondiente, un representante de cada partido político nacional y un Secretario designado por su Presidente, de entre los miembros del Servicio Profesional Electoral.

## Atribuciones
El Instituto Federal Electoral tenía como atribuciones, en forma integral y directa, las actividades relativas a la capacitación electoral y la educación cívica, la geografía electoral, los derechos y prerrogativas de las agrupaciones y partidos políticos, al padrón electoral y la lista de electores, la impresión de materiales electorales, la preparación de las jornadas electorales, los cómputos en los términos que señala la ley, la declaración de validez y la entrega de constancias de las elecciones de diputados y senadores, el cómputo de la elección del Presidente de los Estados Unidos Mexicanos en cada uno de los distritos electorales uninominales, así como la regulación de la observación electoral y de las encuestas o sondeos de opinión con fines electorales. Contaba además de manera exclusiva con atribuciones en materia de propaganda electoral en la radio y televisión tanto en elecciones federales como en elecciones locales, a través de la administración de los tiempos del Estados...

## Programa de Resultados Electorales Preliminares
El PREP, más conocido por sus siglas. Es un sistema que provee pero no cuenta votos, los resultados preliminares de las elecciones federales y mediante la captura desde las Juntas Distritales y publicación vía internet de los datos plasmados por los funcionarios de casilla en las actas de Escrutinio y cómputo de casillas que se recibe en Centros de Acopio y Transmisión de Datos (CEDAT) y que desde 1994 ha estado trabajando con tecnología basada en Terminales de Captura Remota. Su precedente es el Sistema de información de Resultados Electorales (SIRE) que operó en 1991 con base en recopilación de actas de escrutinio y cómputo de cada una de las casillas desde las Juntas Distritales y enviadas a través de Fax a Oficinas Centrales del IFE donde se capturó.
Permite dar a conocer resultados electorales, en tiempo real a través de internet antes del conteo rápido. Este programa no es parte de una división del IFE sino más bien es un mecanismo o instrumento de información electoral contemplados en el COFIPE. Sus resultados electorales, tiene un carácter informativo pero no son definitivos.
El programa de resultados electorales preliminares, es dotado por la secretaría ejecutiva mediante la UNICOM dictado en el artículo 125 inciso l del COFIPE y de acuerdo al consejo general para la creación de la unidad el 30 de junio de 1998.

## Consejo General

### Representantes del poder legislativo
Los representantes del poder legislativo en el IFE son:
- Senador Javier Corral Jurado (PAN), propietario.
- Diputado Mauricio Sahuí Rivero (PRI), propietario.
- Diputado Marcos Rosendo Medina Filigrana (PRD), Propietario.
- Diputado Héctor Hugo Roblero Gordillo (PT), Propietario.
- Diputado Ricardo Astudillo Suárez (PVEM), Propietario.
- Diputado Ricardo Mejía Berdeja (Movimiento Ciudadano), Propietario.
- Diputado Luis Antonio González Roldán (Nueva Alianza), Propietario.

### Representantes de los partidos políticos
Los representantes de los partidos políticos en el Consejo General del IFE son los siguientes:
- Partido Acción Nacional: Francisco Gárate Chapa.
- Partido Revolucionario Institucional: José Antonio Hernández Fraguas.
- Partido de la Revolución Democrática: Camerino Eleazar Márquez Madrid.
- Partido del Trabajo: Pedro Vázquez González.
- Partido Verde Ecologista de México: Sara Isabel Castellanos Cortés.
- Movimiento Ciudadano: Juan Miguel Castro Rendón.
- Partido Nueva Alianza: Roberto Pérez de Alva Blanco.

### Remuneraciones
Los ingresos de los Consejeros se encontraban definidas en el artículo 112, párrafo 3 del Código Federal de Instituciones y Procedimientos Electorales vigente que establecía: "La retribución que reciban el Consejero Presidente y los Consejeros Electorales será similar a la que perciban los Ministros de la Suprema Corte de Justicia de la Nación", redacción que viene de la reforma electoral publicada en el Diario Oficial de la Federación el 31 de octubre de 1996 cuando se estableció en el artículo 76, párrafo 3 del entonces Código Federal de Instituciones y Procedimientos Electorales una redacción igual. 
La Cámara de Diputados aprobaba conforme al artículo 75 de la Constitución Política de los Estados Unidos Mexicanos la remuneración de los consejeros electorales en el Presupuesto de Egresos de la Federación, donde para 2012 se definió para el consejero presidente en una Percepción Bruta Anual de 4,127,880 pesos mexicanos y a los consejeros electorales de 3,524,834 pesos mexicanos; las cuales son inferiores a la Percepción Bruta Anual del presidente de la República que es de 4,207,644 pesos mexicanos conforme a las Bases del artículo 127 de la Constitución; mientras que la percepción bruta anual del ministro presidente y los ministros de la Suprema Corte de Justicia de la Nación y de los ministros que se apegan al tercero tránsitorio del Decreto del 24 de agosto de 2009 por la base de no retroactividad de la ley del 14 Constitucional es de 5,892,778 pesos mexicanos; los Ministros entrantes de la Suprema Corte de Justicia tienen una Percepción Bruta Anual de 3,999,413.
El Artículo 207, párrafo 3 del Código Federal de Instituciones y Procedimientos Electorales establece que "Los miembros del Servicio Profesional Electoral, con motivo de la carga laboral que representa el año electoral, al ser todos los días y horas hábiles, tendrán derecho a recibir una compensación derivada de las labores extraordinarias que realicen, de acuerdo con el presupuesto autorizado"

## Instituto Nacional Electoral (INE)
En el acuerdo político denominado “Pacto por México” se propuso: “Crear una autoridad electoral de carácter nacional y una legislación única, que se encargue tanto de las elecciones federales, como de las estatales y municipales” (Punto 5.4). A partir de esta base diversos actores políticos sugirieron crear el Instituto Nacional Electoral (INE), la propuesta fue presentada formalmente en el segundo periodo ordinario de sesiones de 2013 y se aplicó por primera vez en las elecciones estatales que se celebraron a partir de 2014. Esta reforma creó un organismo electoral dotado de autonomía constitucional y facultado para organizar los comicios federales y locales, así como las tareas que en materia de participación ciudadana le confería al IFE la Constitución política de los Estados Unidos Mexicanos (verificación de firmas para la presentación de iniciativas ciudadanas y la celebración de consultas populares, así como la organización de dichas consultas). La transformación orgánica de la autoridad electoral estaría acompañada de la expedición de una Ley Federal de Partidos Políticos y –presumimos- de un Código Electoral General con aplicación en las elecciones federales, estatales y del Distrito Federal (ahora conocida como Ciudad de México). 
El 3 de abril de 2014, el pleno de la Cámara de Diputados aprobó el decreto por el cual se nombran a los nuevos 11 consejeros del Instituto Nacional de Elecciones, indicando con esto, la creación del mismo, por lo que obligaba a la toma de protesta de los consejeros al día siguiente de la aprobación del decreto y así iniciar las actividades formales del nuevo organismo electoral.
El 28 de febrero de 2014, el Instituto Federal Electoral, presentó un informe para presentar las bases para la transición del patrimonio al Instituto Nacional Electoral.